# Servizio Centrale Anticrimine
Il Servizio Centrale Anticrimine, costituito con decreto interministeriale del 19 aprile del 2017, è una articolazione della Direzione centrale anticrimine del Dipartimento della pubblica sicurezza del Ministero dell'interno italiano (art. 20). Rappresenta l’interfaccia delle Divisioni Anticrimine delle Questure, garantendo l’espletamento di una fondamentale funzione di coordinamento, indirizzo ed impulso in settori ad alta valenza strategica, quali l’analisi dei fenomeni criminali e le misure di prevenzione, personali e patrimoniali, ed assicurando, al contempo, l’efficace esercizio delle attribuzioni delle Autorità provinciali di pubblica sicurezza.

## Organizzazione
Il Servizio si articola in 2 Divisioni, ciascuna diretta da un Primo Dirigente:
- la I Divisione ha competenza in materia di affari generali del Servizio; raccolta, analisi e studio dei dati forniti dalle Questure sull’azione di prevenzione e contrasto della Polizia di Stato nei confronti della criminalità organizzata e comune, ivi compresi i fenomeni delinquenziali riguardanti i minori, anche ai fini della redazione di contributi e relazioni periodiche, nonché per l’elaborazione delle linee strategiche di intervento anticrimine; esprime pareri su protocolli in materia di fenomeni criminali; partecipa a fori internazionali e tavoli di lavoro di rilevanza non operativa; effettua il raccordo ed il coordinamento delle attività degli Uffici minori delle Divisioni Anticrimine delle Questure;
- la II Divisione ha competenza in materia di misure di prevenzione personali e patrimoniali, sotto i profili dell’analisi strategica, dello studio e del supporto investigativo nell’attività propositiva, nonché in materia di attività informative per l’applicazione e la proroga dello speciale regime detentivo di cui all’art. 41bis della l. 354/75.

## Funzioni
In particolare, le sezioni in argomento:
- elaborano procedure di studio omogenee per i protocolli di lavoro finalizzati alle indagini personali e patrimoniali (anche mediante individuazione e l’implementazione delle migliori prassi relative alla consultazione delle banche dati in uso alle FFPP), nonché per l’impostazione delle proposte questorili per l’applicazione di misure di prevenzione personali e patrimoniali oltre che delle misure di prevenzione esclusive del Questore;
- supportano le Divisioni Anticrimine delle Questure per il coordinamento con le altre autorità proponenti (con particolare riguardo alla corretta esecuzione degli adempimenti previsti dagli artt. 81 e 17 comma 3bis del TU antimafia, all’inserimento nel sistema SIPPI del Tribunale o a proposte congiunte Questore – Procuratore/Direttore DIA), nonché per l’esecuzione delle deleghe delle autorità giudiziarie competenti;
- individuano ed esaminano, in raccordo con la Prima Divisione del Servizio e attraverso lo scambio informativo con il Servizio Centrale Operativo, nonché a seguito delle analisi esperite direttamente dalla Divisione Anticrimine delle Questure interessate, la posizione dei soggetti segnalati da queste ultime quale target suscettibile di indagine finalizzata all’applicazione di misure di prevenzione tipiche ed atipiche;
- supportano investigativamente (mediante appositi nuclei di analisi ed indagine) le proposte del Questore per l’applicazione delle misure di prevenzione personali e patrimoniali, ai sensi del testo unico antimafia, con riguardo sia alla analisi della pericolosità generica, sia alla analisi della pericolosità qualificata (con precipuo riferimento alla criminalità mafiosa ed ai reati connessi al terrorismo) ed effettuano i relativi accertamenti, personali e patrimoniali;
- pianificano ed organizzano i protocolli operativi territoriali e/o centrali per l’espletamento di indagini patrimoniali di concerto con la Guardia di Finanza;
- monitorano l’attività di esecuzione ex artt. 11 e 69 del dlgs. 159/2011 (con aggiornamento agli archivi, ai sistemi S.D.I. ed M.P.S., ACC. PAT.), di analisi e certificazione svolta dagli Uffici misure di prevenzione delle Divisioni Anticrimine delle Questure;
- supportano investigativamente (mediante appositi nuclei di analisi e d'indagine) le proposte per l’applicazione delle misure di prevenzione personali di competenza esclusiva del Questore.